# Horisme exors
Horisme exors är en fjärilsart som beskrevs av Louis Beethoven Prout. Horisme exors ingår i släktet Horisme och familjen mätare. Inga underarter finns listade i Catalogue of Life.